# Gens Titínia
La gens Titínia (en llatí: Titinia gens) va ser una gens romana d'origen plebeu.
Es menciona molt aviat, al començament de la República, a l'època dels decemvirats. Mai van tenir una gran importància, i cap dels seus membres va arribar al consolat.